# Índice de Gallagher
El índice de Gallagher, creado por Michael Gallagher, "mide la desproporción relativa entre los votos recibidos y los asientos obtenidos en una legislatura dentro de un sistema electoral". Como tal, mide la diferencia entre el porcentaje de votos que obtiene cada partido político y el porcentaje de posiciones obtenidas en el congreso".
El índice se mide con la ecuación siguiente, en la cual se obtiene la raíz cuadrada de la mitad de la suma de los cuadrados de la diferencia del porcentaje de voto ({\displaystyle V_{i}}) y el porcentaje de posiciones ({\displaystyle S_{i}}) de cada partido político ({\displaystyle i=1...n}).
{\displaystyle \mathrm {LSq} ={\sqrt {{\frac {1}{2}}\sum _{i=1}^{n}(V_{i}-S_{i})^{2}}}}

## Atención obtenida en Canadá
Desde diciembre de 2017, en Canadá, el índice de Gallagher ha recibido bastante atención, debido a las reformas que se han querido realizar a su sistema electoral. El comité especial (parlamentario) de reformas electorales recomendó que el gobierno debería utilizar el índice mencionado para minimizar el nivel de distorsión en el parlamento entre la voluntad popular del electorado y las posiciones que se entregan en el parlamento. Así mismo, el comité recomendó que se procurara elaborar un sistema que obtenga un índice de 5.0 o menos. En la elección federal canadiense de 2015, tal índice fue de 12.02.